# Little Barachois Brook
De Little Barachois Brook is een rivier in de Canadese provincie Newfoundland en Labrador. De 65 km lange rivier bevindt zich in het zuidwesten van het eiland Newfoundland en stroomt onder meer door het Barachois Pond Provincial Park. 

## Verloop

### Bron
De rivier vindt zijn oorsprong in een naamloos meer in zuidwestelijk Newfoundland op 365 m boven zeeniveau. Het brongebied is gelegen in de Annieopsquotch Mountains, een zuidelijk subgebergte van de Long Range Mountains.

### Loop
De Little Barachois Brook stroomt van aan zijn bron tientallen kilometers vrijwel onafgebroken in westnoordwestelijke richting om na 43 km uit te monden in Barachois Pond, een 6 km lang halve-maanvormig meer. Barachois Pond vormt tezamen met de omliggende natuur het Barachois Pond Provincial Park, een van de populairste provinciale parken van Newfoundland en Labrador. In het park vertrekt een bosroute die 15 km stroomopwaarts de rivier volgt.
Vanaf dat de rivier het meer verlaat, stroomt hij in zuidwestelijke richting. De Little Barachois Brook stroomt eerst ruim 10 km parallel aan de Trans-Canada Highway (NL-1), om uiteindelijk vlak bij de verkeerswisselaar met provinciale route 490 onderdoor die weg te stromen. 
Vanaf dat punt legt de Little Barachois Brook nog 4 km in grotendeels westelijke richting af tot aan zijn monding in zee, meer bepaald in St. George's Bay.

### Monding
De monding vindt plaats via de ruim 600 m lange Indian Pond, de kleine barachois waaraan de rivier zijn naam dankt. Net vóór het begin van die barachois wordt de rivier op zeer korte afstand tot driemaal overbrugd, namelijk door een oude spoorwegbrug (nu onderdeel van de Newfoundland T'Railway), door provinciale route 461 en vlak er naast door Brookside Lane.
Bij de monding bevindt zich op de rechteroever het dorp en local service district Barachois Brook. Aan de linkeroever bevindt zich een vrij dunbevolkt deel van het grondgebied van de gemeente St. George's.

## Hydrologie
De Little Barachois Brook bereikt jaarlijks haar hoogste peil in de lente; de rivier kent dan een sterke stroming. In het midden van de zomer heeft de rivier jaarlijks haar laagste waterpeil, waarbij hij op sommige plaatsen amper nog stroomt.
De benedenloop, meer bepaald de laatste 12 km tussen Barachois Pond en zee, blijven ook in de zomer steeds bevaarbaar met een kano of kajak, zij het dat door de lage waterstand men op een beperkt aantal plaatsen het vaartuig zal moeten slepen.

## Zalmen
Little Barachois Brook is een van de tientallen Newfoundlandse rivieren die Atlantische zalmen jaarlijks gebruiken voor hun paaitrek.